# Lars Stindl
Lars Edi Stindl (sinh 26 tháng 8 năm 1988) là tiền đạo hoặc tiền vệ người Đức hiện đang chơi bóng tại Bundesliga cho Borussia Mönchengladbach và Đội tuyển bóng đá quốc gia Đức.

## Thống kê

### Câu lạc bộ
Tính đến 27 tháng 6 năm 2020
| Câu lạc bộ               | Mùa giải            | Giải vô địch quốc gia | Giải vô địch quốc gia | Giải vô địch quốc gia | Cúp quốc gia1 | Cúp quốc gia1 | Châu lục2 | Châu lục2 | Tổng cộng | Tổng cộng | Ref    |
| Câu lạc bộ               | Mùa giải            | Hạng đấu              | Trận                  | Bàn                   | Trận          | Bàn           | Trận      | Bàn       | Trận      | Bàn       | Ref    |
| ------------------------ | ------------------- | --------------------- | --------------------- | --------------------- | ------------- | ------------- | --------- | --------- | --------- | --------- | ------ |
| Karlsruhe II             | 2006–07             | Regionalliga Süd      | 12                    | 2                     | —             | —             | —         | —         | 12        | 2         | [ 2 ]  |
| Karlsruhe II             | 2007–08             | Regionalliga Süd      | 26                    | 4                     | —             | —             | —         | —         | 26        | 4         | [ 3 ]  |
| Karlsruhe II             | 2008–09             | Regionalliga Süd      | 10                    | 5                     | —             | —             | —         | —         | 10        | 5         | [ 3 ]  |
| Karlsruhe II             | 2009–10             | Regionalliga Süd      | 1                     | 0                     | —             | —             | —         | —         | 1         | 0         | [ 3 ]  |
| Karlsruhe II             | Tổng cộng           | Tổng cộng             | 49                    | 11                    | —             | —             | —         | —         | 49        | 11        | —      |
| Karlsruhe                | 2007–08             | Bundesliga            | 2                     | 0                     | 0             | 0             | —         | —         | 2         | 0         | [ 3 ]  |
| Karlsruhe                | 2008–09             | Bundesliga            | 21                    | 4                     | 1             | 0             | —         | —         | 22        | 4         | [ 3 ]  |
| Karlsruhe                | 2009–10             | 2. Bundesliga         | 33                    | 9                     | 2             | 0             | —         | —         | 35        | 9         | [ 3 ]  |
| Karlsruhe                | Tổng cộng           | Tổng cộng             | 56                    | 13                    | 3             | 0             | —         | —         | 59        | 13        | —      |
| Hannover                 | 2010–11             | Bundesliga            | 33                    | 2                     | 1             | 0             | —         | —         | 34        | 2         | [ 4 ]  |
| Hannover                 | 2011–12             | Bundesliga            | 28                    | 2                     | 2             | 2             | 13        | 2         | 43        | 6         | [ 5 ]  |
| Hannover                 | 2012–13             | Bundesliga            | 18                    | 2                     | 2             | 0             | 9         | 2         | 29        | 4         | [ 6 ]  |
| Hannover                 | 2013–14             | Bundesliga            | 31                    | 3                     | 2             | 0             | —         | —         | 33        | 3         | [ 7 ]  |
| Hannover                 | 2014–15             | Bundesliga            | 21                    | 10                    | 1             | 1             | —         | —         | 22        | 11        | [ 8 ]  |
| Hannover                 | Tổng cộng           | Tổng cộng             | 131                   | 19                    | 8             | 3             | 22        | 4         | 161       | 26        | —      |
| Borussia Mönchengladbach | 2015–16             | Bundesliga            | 30                    | 7                     | 3             | 4             | 6         | 3         | 39        | 14        | [ 9 ]  |
| Borussia Mönchengladbach | 2016–17             | Bundesliga            | 30                    | 11                    | 3             | 2             | 10        | 5         | 43        | 18        | [ 10 ] |
| Borussia Mönchengladbach | 2017–18             | Bundesliga            | 31                    | 6                     | 3             | 0             | —         | —         | 34        | 6         | [ 11 ] |
| Borussia Mönchengladbach | 2018–19             | Bundesliga            | 21                    | 3                     | 1             | 0             | —         | —         | 22        | 3         | [ 12 ] |
| Borussia Mönchengladbach | 2019–20             | Bundesliga            | 25                    | 9                     | 1             | 0             | 4         | 2         | 30        | 11        |        |
| Borussia Mönchengladbach | Tổng cộng           | Tổng cộng             | 137                   | 36                    | 12            | 6             | 20        | 10        | 169       | 52        | —      |
| Tổng cộng sự nghiệp      | Tổng cộng sự nghiệp | Tổng cộng sự nghiệp   | 373                   | 79                    | 23            | 9             | 42        | 14        | 438       | 102       | —      |

- 1.^ Bao gồm DFB-Pokal
- 2.^ Bao gồm UEFA Champions League và UEFA Europa League.

### Thống kê sự nghiệp quốc tế

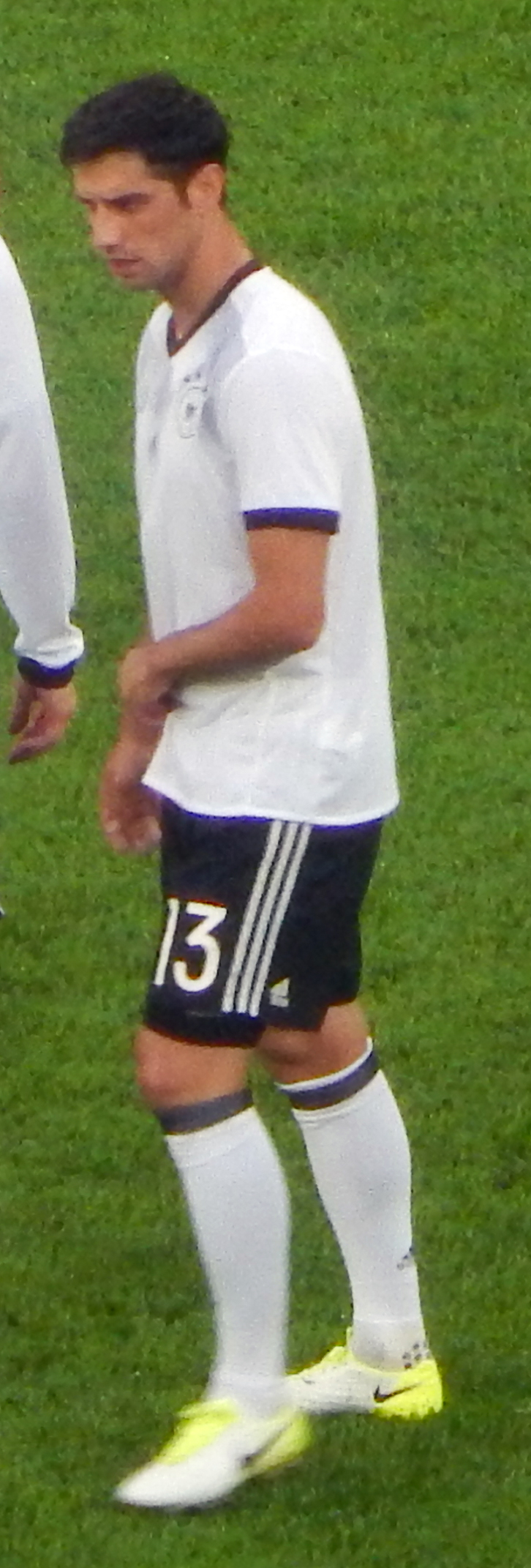
Stindl tại trận chung kết Cúp Liên đoàn các châu lục 2017

Tính đến 28 tháng 3 năm 2018
| Đội tuyển quốc gia | Năm       | Số trận | Số bàn |
| ------------------ | --------- | ------- | ------ |
| Đức                | 2017      | 10      | 4      |
| Đức                | 2018      | 1       | 0      |
| Đức                | Tổng cộng | 11      | 4      |

#### Bàn thắng quốc tế
Tính đến 14 tháng 11 năm 2017. Tỷ số của Đức viết trước. Cột tỷ số cho biết tỷ số sau mỗi bàn thắng của cầu thủ.
| #  | Ngày                 | Sân vận động                             | Đối thủ | Tỷ số | Kết quả | Khuôn khổ                       |
| -- | -------------------- | ---------------------------------------- | ------- | ----- | ------- | ------------------------------- |
| 1. | 19 tháng 6 năm 2017  | Sân Fisht Olympic, Sochi, Nga            | Úc      | 1–0   | 3–2     | Cúp Liên đoàn các châu lục 2017 |
| 2. | 22 tháng 6 năm 2017  | Kazan Arena, Kazan, Nga                  | Chile   | 1–1   | 1–1     | Cúp Liên đoàn các châu lục 2017 |
| 3. | 2 tháng 7 năm 2017   | Sân Krestovsky, Saint Petersburg, Nga    | Chile   | 1–0   | 1–0     | Cúp Liên đoàn các châu lục 2017 |
| 4. | 14 tháng 11 năm 2017 | Sân vận động Müngersdorfer, Cologne, Đức | Pháp    | 2–2   | 2–2     | Giao hữu                        |

## Giải thưởng

### Quốc tế
Đức
- Cúp Liên đoàn các châu lục: 2017

### Cá nhân
- Chiếc giày bạc cúp Liên đoàn các châu lục: 2017